# 永宗岛
永宗岛（：／ Yeongjong do */?）是韓國仁川廣域市西岸一岛，經填海造地四島合一而成。原先東邊有大島永宗岛（同名），西大島是龍游島，兩大島之間，北邊為小島三木島、南邊為小島薪佛島，在永宗岛、三木岛和薪佛岛之間的海域上建有仁川国际机场。屬仁川中区，經永宗大桥连接仁川西區，經仁川大桥连接松岛国际商务区。
永宗岛是仁川自由经济区的一部分。